# Bodrog
Pour les articles homonymes, voir Bodrog (homonymie).
Le Bodrog est une rivière abondante qui coule en Slovaquie et en Hongrie et un affluent de la Tisza  donc un sous-affluent du Danube.

## Géographie
Le Bodrog se forme par la confluence, près du village de Zemplín, des rivières Latorica (long de 188 km) et Ondava (long de 146 km). L'altitude la plus basse de Slovaquie à 94,3 m correspond à la rivière au niveau de la frontière. Cette altitude était également la plus basse de toute la Tchécoslovaquie.
Le Bodrog arrose les villes de Sárospatak et Tokaj en Hongrie ainsi que les communes slovaques de Brehov, Zemplín, Ladmovce, Viničky, Streda nad Bodrogom, Klin nad Bodrogom, Borša et les communes hongroises de Felsőberecki, Alsóberecki, Bodrogolaszi, Sárazsadány, Olaszliszka, Szegi, Bodrogkisfalud, Bodrogkeresztúr.
La rivière forme la frontière entre la Slovaquie et la Hongrie sur 1 520 m où la rive slovaque est à gauche et la rive hongroise à droite.

## Affluents
| km   | Rivière                | Rive   | Pays                |
| ---- | ---------------------- | ------ | ------------------- |
| 64,5 | Ošva                   | Droite | Slovaquie           |
| 62,7 | Divý kanál             | Gauche | Slovaquie           |
| 51,2 | Roňava                 | Droite | Slovaquie - Hongrie |
| 49   | Malá Krčava            | Gauche | Hongrie             |
| 41,1 | Bras mort de la Roňava | Droite | Hongrie             |
| 34,2 | Radvány                | Droite | Hongrie             |
| 21,2 | Tolcsva                | Droite | Hongrie             |
| 16,6 | Bényei                 | Droite | Hongrie             |
| 3,4  | Zsaró                  | Gauche | Hongrie             |
| 1,0  | Macska                 | Gauche | Hongrie             |

## Navigation
La rivière Bodrog est navigable jusqu'au port de Ladmovce à 9 km en amont de la frontière entre la Slovaquie et la Hongrie.